# Abd Allah ibn Hudhafa
Abd Allah ibn Hudhafa as-Sahmi (arabisch عبد الله بن حذافة السهمي; † 653) war ein Gefährte des Islamischen Propheten Muhammed. Er war Kurier eines Briefes von Muhammed an Chosrau Parviz, den König von Persien. Abd Allah starb in Ägypten während des Kalifats von Uthman ibn Affan.

## Brief an Persien
Abd Allah bin Hudhafa trug den Brief Mohammeds an Kisra, dem Kaiser von Persien. Als Abd Allah das Königreich betrat, sandte Kisra seinen Boten, um den Brief von ihm zu bekommen, aber Abd Allah weigerte sich und sagte, Mohammed habe ihm befohlen, den Brief nur dem König zu überreichen und er werde die Anweisungen des Mohammed nicht brechen. Kisra war wütend über den Brief und riss ihn in Fetzen. Als Mohammed hörte, dass Kisra seinen Brief zerrissen hatte, sprach er ein Gebet, dass Allah sein Königreich zerreißt. Kisra Soldaten, um Mohammed zu verhaften. Sobald die Männer Medina erreichten, wurde Mohammed durch die göttliche Offenbarung darüber informiert, dass Perves, der Kaiser von Persien, von seinem eigenen Sohn ermordet worden war.